# Club Atlético Juarense
El Club Atlético Juarense es una institución deportiva de la  ciudad de Benito Juárez, provincia de Buenos Aires, Argentina, que se fundó el 5 de enero de 1905 y se identifica con los colores rojo y negro. Posee distintas disciplinas: fútbol, tenis, hockey, pádel, rugby, entre otros, siendo más destacada la participación del club en el primero de los deportes.
La sede social está emplazada en tres cuadras, desde la avenida Roque Saénz Peña hasta calle Avellaneda. El recinto principal es el estadio «Gastón Lafón» —renombrado así en 2011 en honor a Gastón, futbolista histórico del club—, donde se disputan todos los partidos de fútbol. Actualmente está afiliado a la Liga Juarense de Fútbol, y participa desde 2010 en la Unión Regional Deportiva. 
En dos oportunidades disputó la quinta categoría a nivel nacional, embarcándose en los Torneo del Interior 2013 y 2014, mientras que en 2021 dijo presente en la cuarta tras actuar en Torneo Regional Federal Amateur 2021-22.
Su clásico rival es el Club Atlético Alumni, también de su misma ciudad.

## Unión Regional Deportiva

### Campeón del Clausura 2018
Juarense participa desde 10.ª hasta Primera división en la Unión Regional Deportiva, torneo compartido con equipos de las ligas tandilense, ayacuchense y rauchense, desde 2010. En la temporada 2018 Juarense se adjudicó el torneo Clausura, luego de vencer a Independiente por penales. El 28 de octubre, en el San Martín, el Rojinegro estuvo en desventaja hasta los 89', que Ascensio decretó la igualdad. En penales Juarense fue más, con un remate detenido por Gastón González en el «uno a uno» y significó el primer título en el certamen. Luego, el club disputó el torneo final, para conocer al campeón de la temporada, quedando en semifinales.

### Primera «A» desde 2021
A partir de la temporada 2021 forma parte de la divisional «A» —logrado tras la perfomance en la temporada 2019—, junto a los otros 10 mejores clubes posicionados.

## Participaciones en torneos regionales y federales
- 4.ª división: Torneo Regional Federal Amateur (1)

- 2021-22: fase de grupos.

- 5.ª división: Torneo del Interior (2)

- 2013: fase de grupos.
- 2014: primera fase de la etapa final.

- 5.ª división — Liga regional: Unión Regional Deportiva (12)

- 2010 «Apertura 2010»: cuartofinalista; «Clausura 2010»: cuartofinalista
- 2011 «Apertura 2011»: octavofinalista; «Clausura 2011»: 8.º, fase de grupos
- 2012 «Apertura 2012»: 11.º; «Clausura 2012»: cuartofinalista
- 2013 «Campeonato 2013»: octavofinalista, fase II
- 2014 «Luis Alberto Mestelán - Copa Sergio Mauricio Pinchentti 2014»: cuartofinalista, fase III
- 2015
- 2016
- 2017
- 2018
- 2019 «Campeonato 2019»: 8.º, clasificado a «Primera A»
- 2021 «Primera A»: 3.º y clasificado al TRFA 2021-22
- 2022 «Apertura 2022»: 11.º; «Clausura 2022: 4.°. Finalizó en 10.ª posición, y debió jugar la promoción para mantener la categoría. Venció 2:1 a Grupo Universitario y se aseguró estar en Primera «A» en 2023.

## Futbolistas históricos
Fabio Radaelli surgió de las inferiores del club y pasó a Ferro Carril Oeste. Disputó varias temporada en la élite, para luego dedicarse de lleno a la dirección técnica, sobre todo en formativas y juveniles. De ha destacado en Racing Club, logrando, entre otros, descubrir al futbolista argentino Lautaro Martínez.